# Mexachernes calidus
Espèce
Synonymes
- Chelanops calidus Banks, 1909

Mexachernes calidus est une espèce de pseudoscorpions de la famille des Chernetidae.

## Distribution
Cette espèce est endémique du Sonora au Mexique. Elle se rencontre vers San Miguel de Horcasitas.

## Description
Le mâle mesure 2 mm et la femelle 2,5 mm.

## Publication originale
- Banks, 1909 : New tropical pseudoscorpions. Journal of the New York Entomological Society, vol. 17, p. 145-148 (texte intégral).